# J. League Division 2 2012
La J. League Division 2 2012 fue la decimocuarta temporada de la J. League Division 2. Contó con la participación de veintidós equipos. El torneo comenzó el 4 de marzo y terminó el 11 de noviembre de 2012.
Los nuevos participantes fueron, por un lado, los equipos descendidos de la J. League Division 1: Ventforet Kofu y Avispa Fukuoka, ambos ascendidos a primera división en 2010, junto con Montedio Yamagata, cuya última oportunidad en la J. League Division 2 había sido en 2008. Por otro lado, los que ascendieron de la Japan Football League: el tercero Machida Zelvia y el cuarto Matsumoto Yamaga; ambos cuadros debutaron en el torneo.
El campeón fue Ventforet Kofu, por lo que ascendió a Primera División. Por otra parte, salió subcampeón Shonan Bellmare, quien también ganó su derecho a disputar la J. League Division 1. Además, Oita Trinita ganó el torneo reducido por el tercer ascenso, de manera tal que se transformó en el último ascendido a la máxima categoría y el primer equipo en lograrlo mediante este método.
Por primera vez desde la creación de la J. League Division 2 fue posible el descenso de categoría. Quien tuvo el desafortunado honor de ser el primero en hacerlo fue Machida Zelvia, quien retornó a la Japan Football League tras estar sólo un año en la segunda liga japonesa.

## Ascensos y descensos
| Descendidos de la J. League Division 2 2011 |
| ------------------------------------------- |
| No hubo                                     |

| Torneo | Ascendidos a la J. League Division 2 2012 |
| ------ | ----------------------------------------- |
| JFL    | Machida Zelvia                            |
| JFL    | Matsumoto Yamaga                          |

| Pos | Ascendidos a la J. League Division 1 2012 |
| --- | ----------------------------------------- |
| 1.º | F.C. Tokyo                                |
| 2.º | Sagan Tosu                                |
| 3.º | Consadole Sapporo                         |

| Pos  | Descendidos de la J. League Division 1 2011 |
| ---- | ------------------------------------------- |
| 16.º | Ventforet Kofu                              |
| 17.º | Avispa Fukuoka                              |
| 18.º | Montedio Yamagata                           |

- De esta manera, el número de participantes aumentó a 22.

## Reglamento de juego
El torneo se disputó en un formato de todos contra todos a ida y vuelta, de manera tal que cada equipo debió jugar un partido de local y uno de visitante contra sus otros veintiún contrincantes. Una victoria se puntuaba con tres unidades, mientras que el empate valía un punto y la derrota, ninguno.
Para desempatar se utilizaron los siguientes criterios:
1. Puntos
2. Diferencia de goles
3. Goles anotados
4. Resultados entre los equipos en cuestión
5. Desempate o sorteo

Los dos equipos con más puntos al final del campeonato ascenderían a la J. League Division 1 2013.
El tercer ascenso fue determinado por un torneo reducido de dos rondas entre los equipos ubicados de la 3.ª a la 6.ª posición. En las semifinales jugarían el tercero contra el sexto por un lado y el cuarto contra el quinto por el otro; el mejor clasificado en la temporada sería local. En caso de empate en los 90 minutos, el club con mejor colocación en la J. League Division 2 avanzaría de ronda. La final tuvo lugar en el Estadio Nacional de Tokio, y el ganador ascendería a la J. League Division 1 2013.
Por primera vez desde la creación de la J. League Division 2, un máximo de dos equipos podían descender a la Japan Football League para el 2013. Las circunstancias dependieron del número de cuadros elegibles para el ascenso en los dos primeros lugares de la JFL. En el caso de que los dos conjuntos estuvieran habilitados para poder jugar en la segunda división, el campeón de la tercera categoría sería promovido directamente, mientras que el último de la J. League Division 2 descendería automáticamente; al mismo tiempo, se jugarían dos partidos entre el anteúltimo de la segunda divisional y el subcampeón de la JFL. Si sólo había un equipo elegible para el ascenso entre los dos mejores clubes de la JFL, éste ascendería solamente en caso de ser el ganador del torneo, al mismo tiempo que el último de la segunda liga descendería instantáneamente; de otro modo, se llevarían a cabo dos juegos con el último de la segunda división.

## Tabla de posiciones
| Pos. | Equipo              | Pts. | PJ | G  | E  | P  | GF | GC | Dif. | Ascenso o descenso                                       |
| ---- | ------------------- | ---- | -- | -- | -- | -- | -- | -- | ---- | -------------------------------------------------------- |
| 1    | Ventforet Kofu (C)  | 86   | 42 | 24 | 14 | 4  | 63 | 35 | +28  | Ascendido a J. League Division 1 2013                    |
| 2    | Shonan Bellmare     | 75   | 42 | 20 | 15 | 7  | 66 | 43 | +23  | Ascendido a J. League Division 1 2013                    |
| 3    | Kyoto Sanga         | 74   | 42 | 23 | 5  | 14 | 61 | 45 | +16  | Reducido por el 3.er ascenso a J. League Division 1 2013 |
| 4    | Yokohama F.C.       | 73   | 42 | 22 | 7  | 13 | 62 | 45 | +17  | Reducido por el 3.er ascenso a J. League Division 1 2013 |
| 5    | JEF United Chiba    | 72   | 42 | 21 | 9  | 12 | 61 | 33 | +28  | Reducido por el 3.er ascenso a J. League Division 1 2013 |
| 6    | Oita Trinita        | 71   | 42 | 21 | 8  | 13 | 59 | 40 | +19  | Reducido por el 3.er ascenso a J. League Division 1 2013 |
| 7    | Tokyo Verdy         | 66   | 42 | 20 | 6  | 16 | 65 | 46 | +19  |                                                          |
| 8    | Fagiano Okayama     | 65   | 42 | 17 | 14 | 11 | 41 | 34 | +7   |                                                          |
| 9    | Giravanz Kitakyushu | 64   | 42 | 19 | 7  | 16 | 53 | 47 | +6   |                                                          |
| 10   | Montedio Yamagata   | 61   | 42 | 16 | 13 | 13 | 51 | 49 | +2   |                                                          |
| 11   | Tochigi S.C.        | 60   | 42 | 17 | 9  | 16 | 50 | 49 | +1   |                                                          |
| 12   | Matsumoto Yamaga    | 59   | 42 | 15 | 14 | 13 | 46 | 43 | +3   |                                                          |
| 13   | Mito HollyHock      | 56   | 42 | 15 | 11 | 16 | 47 | 49 | −2   |                                                          |
| 14   | Roasso Kumamoto     | 55   | 42 | 15 | 10 | 17 | 40 | 48 | −8   |                                                          |
| 15   | Tokushima Vortis    | 51   | 42 | 13 | 12 | 17 | 45 | 49 | −4   |                                                          |
| 16   | Ehime F.C.          | 50   | 42 | 12 | 14 | 16 | 47 | 46 | +1   |                                                          |
| 17   | Thespa Kusatsu      | 47   | 42 | 12 | 11 | 19 | 31 | 45 | −14  |                                                          |
| 18   | Avispa Fukuoka      | 41   | 42 | 9  | 14 | 19 | 53 | 68 | −15  |                                                          |
| 19   | Kataller Toyama     | 38   | 42 | 9  | 11 | 22 | 38 | 59 | −21  |                                                          |
| 20   | Gainare Tottori     | 38   | 42 | 11 | 5  | 26 | 33 | 78 | −45  |                                                          |
| 21   | F.C. Gifu           | 35   | 42 | 7  | 14 | 21 | 27 | 55 | −28  |                                                          |
| 22   | Machida Zelvia      | 32   | 42 | 7  | 11 | 24 | 34 | 67 | −33  | Descendido a Japan Football League 2013                  |

 Fuente: J. League Data Site: 2012 J.LEAGUE Division 2 League table
Criterios de clasificación: 1) puntos; 2) diferencia de goles; 3) número de goles marcados; 4) resultados entre los equipos en cuestión.

## Torneo reducido por el tercer ascenso

### Cuadro de desarrollo
|  | Semifinales | Semifinales      | Semifinales |                  |   | Final        | Final | Final |  |
|  |             |                  |             |                  |   |              |       |       |  |
|  |             |                  |             |                  |   |              |       |       |  |
|  | 3           | Kyoto Sanga      | 0           |                  |   |              |       |       |  |
|  | 3           | Kyoto Sanga      | 0           |                  |   |              |       |       |  |
|  | 6           | Oita Trinita     | 4           |                  |   |              |       |       |  |
|  | 6           | Oita Trinita     | 4           |                  | 6 | Oita Trinita | 1     |       |  |
|  |             |                  |             |                  | 6 | Oita Trinita | 1     |       |  |
|  |             |                  | 5           | JEF United Chiba | 0 |              |       |       |  |
|  | 4           | Yokohama F.C.    | 5           | JEF United Chiba | 0 | 0            |       |       |  |
|  | 4           | Yokohama F.C.    |             |                  |   | 0            |       |       |  |
|  | 5           | JEF United Chiba | 4           |                  |   |              |       |       |  |
|  | 5           | JEF United Chiba | 4           |                  |   |              |       |       |  |
|  |             |                  |             |                  |   |              |       |       |  |

### Semifinales
| 18 de noviembre de 2012, 14:04 (UTC+9) | Kyoto Sanga | 0:4 (0:2) | Oita Trinita                 | Estadio Nishikyogoku, Kioto                               |                                                           |
|                                        |             | Reporte   | Morishima 17', 33', 61', 90' | Asistencia: 10.760 espectadores Árbitro(s): Hajime Matsuo | Asistencia: 10.760 espectadores Árbitro(s): Hajime Matsuo |

| 18 de noviembre de 2012, 14:03 (UTC+9) | Yokohama F.C. | 0:4 (0:1) | JEF United Chiba                          | Estadio Mitsuzawa, Yokohama                                    |                                                                |
|                                        |               | Reporte   | Fujita 35', 58' · Yonekura 53' · Satō 88' | Asistencia: 10.594 espectadores Árbitro(s): Nobutsugu Murakami | Asistencia: 10.594 espectadores Árbitro(s): Nobutsugu Murakami |

### Final
| 23 de noviembre de 2012, 13:05 (UTC+9) | Oita Trinita | 1:0 (0:0) | JEF United Chiba | Estadio Nacional, Tokio                                      |                                                              |
|                                        | Hayashi 86'  | Reporte   |                  | Asistencia: 27.433 espectadores Árbitro(s): Yūichi Nishimura | Asistencia: 27.433 espectadores Árbitro(s): Yūichi Nishimura |

Oita Trinita se transformó en el tercer ascendido a la J. League Division 1 2013.

## Campeón
|                                    |
|                                    |
| Campeón Ventforet Kofu 1.er título |